# Anissa Rawda Najjar
Anissa Rawda Najjar (tiếng Ả Rập: أنيسة روضة نجار;; ngày 26 tháng 6 năm 1913 – 14 tháng 1 năm 2016) là một nhà nữ quyền và nhà hoạt động cho quyền phụ nữ. Bà là một trong những người đồng sáng lập, đồng thời là lãnh đạo lâu năm của Hiệp hội Phúc lợi Làng xã (Jam`iyat In`ash Al-Qarya), mô hình đầu tiên cho nông thôn Thế giới Ả Rập. Bà đã nhận được huy chương danh dự của tổng thống Michel Suleiman vào dịp sinh nhật thứ 100 của bà.

## Cuộc sống ban đầu
Anissa Rawda (họ ban đầu của bà là "Raouda" hoặc "Rawdah") sinh ra ở Beirut, là con gái của một chủ đất và dược sĩ tên Salim Anis Rawda và Zalfa Amine Najjar. Em gái của bà là Saloua Raouda Choucair là một họa sĩ và nhà điêu khắc nổi tiếng.
Bà được đào tạo tại Đại học Phụ nữ Beirut và Đại học Beirut Hoa Kỳ, tốt nghiệp xã hội học và giáo dục vào năm 1936.

## Sự nghiệp
Hoạt động của Najjar tập trung vào việc phát triển nông thôn và cuộc sống của phụ nữ. Bà đã tham gia thành lập các trường học và phòng khám y tế cho các gia đình ở nông thôn. Năm 1953, bà và Evelyne Bustros thành lập Hiệp hội Phúc lợi Làng xã (en:Village Welfare Society), nhằm nâng cao kiến thức và cơ hội kinh tế cho phụ nữ sống ở vùng nông thôn Liban. Najjar đã tạo ra chứng chỉ nông thôn "Rural Brevet" để khích lệ cho phụ nữ tham dự các lớp thực tập (workshop) về xóa mù chữ, khả năng chăm sóc trẻ em, dinh dưỡng, vệ sinh và nông nghiệp; chương trình sớm được mở rộng bao gồm nhiều chủ đề rộng hơn như văn học, chính trị, âm nhạc và tôn giáo. Ngoài ra Najjar từng là thư ký của Hội đồng Phụ nữ Liban, và là tổng thư ký của trại trẻ mồ côi Druze (Druze Orphanage) từ năm 1948; bà đã giúp thành lập Liên đoàn Người Nội trợ tốt Liban.
Ngoài Liban, trong năm năm giai đoạn Thế chiến II, bà là hiệu trưởng của hai trường nữ sinh ở Iraq. Là đại biểu thường xuyên đại diện cho phụ nữ Liban để tham dự các hội nghị quốc tế về phụ nữ, gồm nhiều sự kiện của UNESCO. Najjar đã tham dự Hội nghị Thế giới về Phụ nữ lần thứ ba năm 1985 tại Nairobi và Hội nghị Thế giới về Phụ nữ lần thứ tư năm 1995 tại Bắc Kinh. Bà đã giúp sáng lập Chương Liban của Liên đoàn Phụ nữ Quốc tế vì Hòa bình và Tự do vào năm 1961, và được bầu làm phó chủ tịch của tổ chức quốc tế vào năm 1977 và năm 1983.
Một con tem bưu chính Liban có khuôn mặt và tên của Najjar đã được phát hành vào năm 2014 vào dịp sinh nhật thứ 100 của Najjar. Bà được trao tặng Huân chương Công trạng Liban đến hai lần và được trao tặng Huy hiệu bảo trợ quân đội Liban.

## Đời tư
Năm 1944, bà kết hôn với nhà nông học Foaud Amine Najjar, sau này là Bộ trưởng Nông nghiệp vào năm 1959. Họ có ba người con, tất cả đều trở thành kỹ sư nông nghiệp. Năm 1992 chồng bà chết trong một tai nạn xe hơi. Bà qua đời năm 2016 thọ 103 tuổi.